# Unione Sportiva Pergocrema 1987-1988
Questa pagina raccoglie le informazioni riguardanti l'Unione Sportiva Pergocrema nelle competizioni ufficiali della stagione 1987-1988.

## Rosa
| N. |                   | Ruolo | Calciatore            |
| -- | ----------------- | ----- | --------------------- |
|    | Italia (bandiera) |       | Barbieri              |
|    | Italia (bandiera) | D     | Marco Bergamachi      |
|    | Italia (bandiera) | P     | Alessandro Bianchessi |
|    | Italia (bandiera) | C     | Massimo Bodini        |
|    | Italia (bandiera) | D     | Fabio Cavalletti      |
|    | Italia (bandiera) | A     | Enrico Colnaghi       |
|    | Italia (bandiera) | C     | Giuseppe Corti        |
|    | Italia (bandiera) | C     | Giorgio De Giorgis    |
|    | Italia (bandiera) | D     | Giuseppe Erba         |
|    | Italia (bandiera) | C     | Riccardo Galbiati     |
|    | Italia (bandiera) | C     | Giuseppe Gardoni      |
|    | Italia (bandiera) | C     | Stefano Giardini      |
|    | Italia (bandiera) | A     | Ilario Giassi         |

| N. |                   | Ruolo | Calciatore          |
| -- | ----------------- | ----- | ------------------- |
|    | Italia (bandiera) | P     | Fabio Ginelli       |
|    | Italia (bandiera) |       | Massimiliano Goi    |
|    | Italia (bandiera) | D     | Amedeo Mangone      |
|    | Italia (bandiera) | D     | Mario Milanesi      |
|    | Italia (bandiera) | A     | Elso Pelle          |
|    | Italia (bandiera) | A     | Mauro Pernarella    |
|    | Italia (bandiera) | A     | Roberto Putelli     |
|    | Italia (bandiera) | A     | Paolo Rossi         |
|    | Italia (bandiera) | D     | Giuseppe Rugginenti |
|    | Italia (bandiera) | C     | Domenico Tassiero   |
|    | Italia (bandiera) | C     | Francesco Tolasi    |
|    | Italia (bandiera) | C     | Roberto Venturato   |

## Risultati

### Campionato

#### Girone di andata
| 20 settembre 1987 1ª giornata | Pordenone | 3 – 1 | Pergocrema |  |

| 27 settembre 1987 2ª giornata | Pergocrema | 2 – 2 | Pro Patria |  |

| 4 ottobre 1987 3ª giornata | Alessandria | 3 – 0 | Pergocrema |  |

| 11 ottobre 1987 4ª giornata | Pergocrema | 0 – 1 | Pro Sesto |  |

| 18 ottobre 1987 5ª giornata | Telgate | 3 – 0 | Pergocrema |  |

| 25 ottobre 1987 6ª giornata | Pergocrema | 0 – 2 | Mantova |  |

| 1º novembre 1987 7ª giornata | Chievo | 0 – 0 | Pergocrema |  |

| 8 novembre 1987 8ª giornata | Pergocrema | 1 – 0 | Vogherese |  |

| 15 novembre 1987 9ª giornata | Venezia-Mestre | 2 – 0 | Pergocrema |  |

| 22 novembre 1987 10ª giornata | Pergocrema | 0 – 1 | Novara |  |

| 29 novembre 1987 11ª giornata | Varese | 0 – 1 | Pergocrema |  |

| 6 dicembre 1987 12ª giornata | Pergocrema | 1 – 0 | Suzzara |  |

| 13 dicembre 1987 13ª giornata | Pergocrema | 2 – 3 | Treviso |  |

| 20 dicembre 1987 14ª giornata | Sassuolo | 0 – 0 | Pergocrema |  |

| 3 gennaio 1988 15ª giornata | Pergocrema | 0 – 0 | Giorgione |  |

| 10 dicembre 1987 16ª giornata | Casale | 1 – 1 | Pergocrema |  |

| 17 gennaio 1988 17ª giornata | Pergocrema | 1 – 5 | Legnano |  |

#### Girone di ritorno
| 24 gennaio 1988 18ª giornata | Pergocrema | 1 – 0 | Pordenone |  |

| 31 gennaio 1988 19ª giornata | Pro Patria | 1 – 1 | Pergocrema |  |

| 7 febbraio 1988 20ª giornata | Pergocrema | 1 – 1 | Alessandria |  |

| 21 febbraio 1988 21ª giornata | Pro Sesto | 1 – 1 | Pergocrema |  |

| 28 febbraio 1988 22ª giornata | Pergocrema | 1 – 0 | Telgate |  |

| 6 marzo 1988 23ª giornata | Mantova | 1 – 0 | Pergocrema |  |

| 13 marzo 1988 24ª giornata | Pergocrema | 0 – 2 | Chievo |  |

| 20 marzo 1988 25ª giornata | Vogherese | 2 – 1 | Pergocrema |  |

| 2 aprile 1988 26ª giornata | Pergocrema | 1 – 1 | Venezia-Mestre |  |

| 10 aprile 1988 27ª giornata | Novara | 0 – 2 | Pergocrema |  |

| 17 aprile 1988 28ª giornata | Pergocrema | 0 – 0 | Varese |  |

| 24 aprile 1988 29ª giornata | Suzzara | 0 – 1 | Pergocrema |  |

| 8 maggio 1988 30ª giornata | Treviso | 0 – 3 | Pergocrema |  |

| 15 maggio 1988 31ª giornata | Pergocrema | 1 – 0 | Sassuolo |  |

| 22 maggio 1988 32ª giornata | Giorgione | 0 – 0 | Pergocrema |  |

| 29 maggio 1988 33ª giornata | Pergocrema | 1 – 1 | Casale |  |

| 5 giugno 1988 34ª giornata | Legnano | 4 – 2 | Pergocrema |  |